# حبيل الرواس (ماوية)

تعديل مصدري - تعديل

حبيل الرواس هي إحدى قرى الجمهورية اليمنية. وهي تتبع جغرافيًا لمحافظة تعز. وإداريًا لمديرية ماوية. يبلغ تعداد سكانها732 نسمة حسب التعداد السكاني في اليمن في 2004.